# Edmond Thieffry

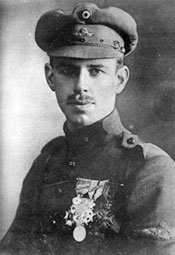
Edmond Thieffry

Edmond Thieffry (Etterbeek, 28 september 1892 – Congo nabij het Tanganyikameer, 11 april 1929) was een Belgische Eerste Wereldoorlog luchtaas en luchtvaartpionier. Hij maakte, samen met Leopold Roger en Jef De Bruycker de eerste geslaagde lijnvlucht tussen België en Belgisch-Kongo.

## De Eerste Wereldoorlog
Thieffry studeerde rechten in Leuven, en dankt hieraan zijn bijnaam de "De Vliegende Rechter". Na het behalen van zijn doctoraat vervulde hij tot 1913 zijn dienstplicht in het 10e linieregiment van het Belgische leger. Bij aanvang van de Eerste Wereldoorlog deed Thieffry dienst als stafattaché van Generaal Leman maar werd al gauw gevangengenomen door de Duitsers. Hij wist met een motorfiets te ontsnappen naar Nederland waar hij werd opgepakt door de marechaussee. Daar wist hij zich met behulp van zijn juridische kennis en zijn Nederlandse taalvaardigheid vrij te pleiten. Hij vertrok naar Antwerpen en voegde zich bij het in het nauw gedreven Belgische leger.
In 1915 werd Thieffry toegelaten tot het Militair Vliegwezen en behaalde met moeite zijn brevet in Étampes. Hij vernielde tijdens de opleiding dermate veel vliegtuigen dat hij een jachtvliegtuig kreeg toegewezen. Men vertrouwde hem simpelweg geen medevliegers toe.
Op 1 februari 1916 werd Thieffry overgeplaatst naar het 3e escadrille als waarnemer voor de artillerie, waar hij werd gewaardeerd om zijn nauwkeurigheid en moed. Al gauw werd hij overgeplaatst naar het 5e escadrille (De Kometen) van kapitein Jules Dony. Thieffry haalde enkele stunts uit door over bezet Brussel te vliegen en boven zijn oude Jezuïetenschool (St. Michel) een boodschap voor de school te droppen, hetzelfde deed hij voor zijn verloofde. Beide berichten kwamen ter bestemming.
Thieffry behaalde zijn eerste toegekende overwinning op 15 maart 1917 op een Duitse tweezitter. Acht dagen later volgde zijn tweede boven Gistel en op 12 mei een derde boven Houthulst. Op 14 juni volgde zijn vierde, een Albatros D.III boven Westende. Vervolgens verhuisde het 5e naar Moeren. Nadat Thieffry vanaf daar nabij Diksmuide twee Duitse jagers had neergehaald kon hij zich voortaan een aas noemen. Als enige Belg kreeg hij een Spad VII jager ter beschikking. Op 31 augustus werd hij door twee Duitse jagers neergehaald, maar hij wist het beschadigde toestel achter de Belgische linies neer te zetten. Hij zette de strijd voort en wist nog een aantal overwinningen op zijn naam te zetten. Zijn tiende en laatste overwinning behaalde hij op 10 oktober 1917. Dit plaatste hem als derde op de ranglijst van Belgische azen, na Willy Coppens en André de Meulemeester. Kort daarna werd Thieffry wederom neergeschoten. Hij werd voor zijn verwondingen behandeld in het door de Duitsers bezet Kortrijk en bracht de rest van de oorlog door als krijgsgevangene in Duitsland.

## De vlucht naar Kongo
Bij het beëindigen van de oorlog vertrok Thieffry via Zwitserland naar Brussel, waar hij op 6 december 1918 aankwam. Hier legde hij de eed als advocaat af. Hij bleef echter bezig met de vliegerij. Zo was hij een van de medeoprichters van Sabena. Hij ontwierp een plan om een luchtverbinding te realiseren tussen België en zijn toenmalige kolonie Belgisch-Kongo (de huidige Democratische Republiek Congo). Begin 1925 kreeg hij van de ministerraad toestemming voor deze gewaagde vlucht. Sabena stelde een Handley Page W8f, gedoopt Princesse Marie-José, ter beschikking en Thieffry krijgt de volle steun van zijn goede vriend Koning Albert. Om de zandstormen in de Sahara te ontlopen vertrok hij op 12 februari 1925 vanaf het vliegveld van Haren, de toenmalige luchthaven van Brussel, samen met mecanicien Joseph "Jef" De Bruycker en piloot Leopold Roger richting N’Dolo. Hijzelf trad op als navigator. De reis verliep moeizaam en het plan om binnen zeven dagen het einddoel te bereiken werd onder andere door pech bij lange na niet gehaald. Zo moest men vijf noodlandingen maken, kreeg men last van sterke tegenwinden en brak een propeller af. De reis liep via Marseille, Oran, Colomb-Bechar, Gao, Fort-Lamy, Bangui en Coquilhatville. Uiteindelijk werd de bemanning op 3 april, na 51 dagen en 8.200 kilometer, juichend binnengehaald in Leopoldville (het tegenwoordige Kinshasa). De eerste luchtverbinding was een feit en Thieffry keerde terug naar België.
Hij ondernam nog twee pogingen om met een sportvliegtuig Kongo te bereiken. De eerste poging was op 9 maart 1928 in een ACAZ C.2 samen met Joseph Lang en Philippe Quersin, maar ze kwamen niet verder dan Philippeville. De tweede poging volgde op 26 juni van datzelfde jaar, samen met wederom Philippe Quersin. Maar ook deze poging strandde, dit keer in Montpellier. Thieffry vatte het plan op om een eigen binnenlandse luchtdienst op te zetten in Kongo. Tijdens zijn tweede proefvlucht in Kongo op 11 april 1929 verongelukte hij, samen met medevlieger Gaston Julien, nabij het Tanganyikameer. Hij was toen 36 jaar. Edmond Thieffry liet een weduwe en vijf kinderen na en werd ter plaatse begraven op de Kibanga-begraafplaats in Bukavu, ondanks het voorstel van koning Albert I om zijn lichaam naar België te repatriëren.
Het zou nog eens tien jaar duren eer er een regelmatige lijndienst tot stand kwam tussen Brussel en Kinshasa.

## Eervolle onderscheidingen
- Oorlogskruis (België) 1914-1918
- Ridder in de Orde van Leopold II
- Zilveren Medaille van de Italiaanse Militaire Waarde
- Ridder in de Leopoldsorde
- Croix de Guerre (Frankrijk) met Palm
- Overwinningsmedaille
- Herinneringsmedaille van de Oorlog 1914-1918
- Frontstreep (7)

## Trivia
- Op 10 juli 1932 werd ter ere van Edmond Thieffry een borstbeeld met plaquette onthuld in Etterbeek. Op de plaquette staat de route die hij aflegde tijdens de beroemde vlucht naar Leopoldville (Kinshasa).[1]
- Er is te Etterbeek een metrostation Thieffry en een straat naar hem vernoemd.
- In Mortsel werd een straat naar hem genoemd: de Edmond Thieffrylaan
- Over Thieffry zijn twee documentaires gemaakt.[2]